# Savage (bài hát của Aespa)
"Savage" là một bài hát của nhóm nhạc nữ Hàn Quốc aespa nằm trong mini-album đầu tay cùng tên của nhóm, được SM Entertainment phát hành vào ngày 5 tháng 10 năm 2021.

## Đón nhận
Tại Hàn Quốc, "Savage" lọt vào bảng xếp hạng Gaon Digital Chart ở vị trí thứ 4. Bài hát cũng lọt vào các bảng xếp hạng Gaon Download Chart, Gaon Streaming Chart và Gaon BGM Chart lần lượt ở vị trí thứ 3, 8 và 62. Bài hát lọt vào bảng xếp hạng K-pop Hot 100 của Billboard ở vị trí thứ 37. Tại Nhật Bản, "Savage" lọt vào bảng xếp hạng Billboard Japan Hot 100 ở vị trí thứ 60. Tại Mỹ, bài hát lọt vào bảng xếp hạng World Digital Song Sales của Billboard ở vị trí thứ 14. Bài hát cũng lọt vào bảng xếp hạng Global 200 của Billboard ở vị trí thứ 77.

## Bảng xếp hạng
| Bảng xếp hạng (2021)                    | Thứ hạng cao nhất |
| --------------------------------------- | ----------------- |
| Global 200 (Billboard)                  | 77                |
| Nhật Bản (Japan Hot 100)                | 60                |
| Hàn Quốc (Gaon)                         | 4                 |
| Hàn Quốc (K-pop Hot 100)                | 37                |
| World Digital Song Sales Mỹ (Billboard) | 14                |

## Giải thưởng
| Chương trình     | Kênh  | Ngày                 | Chú thích |
| ---------------- | ----- | -------------------- | --------- |
| Show Champion    | MBC M | 13 tháng 10 năm 2021 | [ 11 ]    |
| Music Bank       | KBS2  | 15 tháng 10 năm 2021 | [ 12 ]    |
| Show! Music Core | MBC   | 16 tháng 10 năm 2021 | [ 13 ]    |
| Inkigayo         | SBS   | 17 tháng 10 năm 2021 | [ 14 ]    |

## Lịch sử phát hành
| Khu vực       | Ngày                | Định dạng                  | Hãng đĩa   |
| ------------- | ------------------- | -------------------------- | ---------- |
| Nhiều khu vực | 5 tháng 10 năm 2021 | Digital download streaming | SM Dreamus |